# Joachim Cooder
Pour les articles homonymes, voir Cooder.
Joachim Cooder, nait le 23 août 1978 à Santa Monica, Californie. 

## Biographie
Joachim est le fils de Ry Cooder.
Inspiré par le batteur Jim Keltner, il commence la batterie à cinq ans.
Il étudie au California Institute of the Arts où il forme le groupe musical RadioBemba, qui sort l'album En Frequencia produit par Perro Verde.
Il joue avec le Buena Vista Social Club en 1996 (où il a joué de l'udu) et avec Ibrahim Ferrer en 1998.